# Diana Barrymore
Pour les articles homonymes, voir Barrymore.
Diana Blanche Barrymore Blyth est le nom complet d'une actrice, écrivaine et réalisatrice américaine née le 3 mars 1921 à New York et morte le 25 janvier 1960 dans la même ville.

## Biographie
Diana Barrymore est la fille de John Barrymore, la demi-sœur de John Drew Barrymore, la nièce de Lionel Barrymore et Ethel Barrymore, et la tante de Drew Barrymore.
Elle fait ses études primaires dans une prestigieuse école parisienne. Elle fait ensuite des études d'art dramatique aux États-Unis. Elle est d'ailleurs initialement prévue pour le rôle principal du long métrage Autant en emporte le vent.
Diana se marie à trois reprises : avec Bramwell Fletcher du 30 juillet 1942 à leur divorce le 27 juin 1946, avec John Howard du 17 janvier 1947 à leur divorce en juillet 1947, et avec Robert Wilcox du 17 octobre 1950 jusqu'à, cette fois, la mort de l'acteur en 1955.
Elle se suicide.
Elle est aujourd'hui enterrée au cimetière de Woodlawn.

## Filmographie
- 1941 : Manpower
- 1942 : L'Escadrille des aigles (Eagle Squadron)
- 1942 : Le Fruit vert (Between Us Girls) de Henry Koster
- 1942 : Nightmare
- 1943 : Frontier Badmen (en) de Ford Beebe
- 1943 : Fired Wife
- 1944 : Escadrille de femmes (Ladies Courageous) de John Rawlins
- 1944 : The Adventures
- 1950 : Mort à l'arrivée
- 1951 : Dans la gueule du loup

## Anecdotes
Un film, tiré de son livre, est sorti en 1958 sous le titre Une femme marquée (Too Much, Too Soon). Dorothy Malone y interprète son rôle.
Le second album du groupe américain The New York Dolls, intitulé Too Much Too Soon (1974) lui est dédié.